# Robert Conrad
Robert Conrad, született Konrad Robert Falkowski (Chicago, Illinois, 1935. március 1. – Malibu, Kalifornia, 2020. február 8.) amerikai színész.

## Filmjei
Mozifilmek
- Thundering Jets (1958)
- Palm Springs Weekend (1963)
- La nueva Cenicienta (1964)
- Young Dillinger (1965)
- Ven a cantar conmigo (1967)
- The Bandits (1967)
- Murph the Surf (1975)
- Sudden Death (1977)
- The Lady in Red (1979)
- Gyilkos optika (Wrong Is Right) (1982)
- Samurai Cowboy (1994)
- Hull a pelyhes (Jingle All the Way) (1996)
- Dead Above Ground (2002)

Tv-filmek
- D.A.: Murder One (1969)
- D.A.: Conspiracy to Kill (1971)
- Adventures of Nick Carter (1972)
- Az utolsó nap (The Last Day) (1975)
- Confessions of the D.A. Man (1978)
- Centennial (1978–1979)
- The Wild Wild West Revisited (1979)
- More Wild Wild West (1980)
- Hard Knox (1984)
- A bérgyilkos (Assassin) (1986)
- Charley Hannah (1986)
- Zsaru pókhálóban (One Police Plaza) (1986)
- Mario and the Mob (1992)
- Bosszúra esküdve (Sworn to Vengeance) (1993(
- Együtt az igazságért (Two Fathers: Justice for the Innocent) (1994)
- A mentőalakulat (Search and Rescue) (1994)

Tv-sorozatok
- 77 Sunset Strip (1959–1962, négy epizódban)
- Hawaiian Eye (1959–1963, 104 epizódban)
- The Wild Wild West (1965–1969, 104 epizódban)
- Mission: Impossible (1968–1972, négy epizódban)
- The D.A. (1971–1972, 15 epizódban)
- Assignment: Vienna (1972–1973, nyolc epizódban)
- Columbo (1974, egy epizódban)
- Baa Baa Black Sheep (1976–1978, 36 epizódban)
- A Man Called Sloane (1979, 12 epizódban)
- High Mountain Rangers (1987–1988, 13 epizódban)
- Jesse Hawkes (1989, hat epizódban)
- A mentőalakulat (High Sierra Search and Rescue) (1995, hat epizódban)
- Divatalnokok (Just Shoot Me!) (1999, egy epizódban)
- Nash Bridges – Trükkös hekus (Nash Bridges) (2000, egy epizódban)